# Dorcadion praetermissum
Dorcadion praetermissum là một loài bọ cánh cứng trong họ Cerambycidae.